# Rolf Reuter
Rolf Friedrich Reuter (* 7. Oktober 1926 in Leipzig; † 10. September 2007 in Berlin) war ein deutscher Dirigent und Hochschullehrer, der sich am Anfang seiner Karriere auch kompositorisch und pianistisch betätigte. Er wirkte zunächst an den Opernhäusern Eisenach (1951–1955), Meiningen (1955–1961), Leipzig (1961–1979) und Weimar (1979–1981). Den Höhepunkt seines musikalischen Schaffens hatte er ab 1981 als Generalmusikdirektor an der Komischen Oper Berlin, deren Ehrenmitglied er 1993 wurde. Weitere Akzente setzte er in den 1970er und 1980er Jahren als Gastdirigent an der Deutschen Staatsoper Berlin.
Reuter pflegte ein breites Repertoire vom Barock bis zur Neuen Musik, wobei er insbesondere dem romantischen Genre (Wagner, Pfitzner v. a.) zugeneigt war. Darüber hinaus leistete er einen verdienstvollen Beitrag als Mozart-Interpret und machte sich um die Aufführung zeitgenössischer Musikwerke verdient, so brachte er die Opern Guayana Johnny von Alan Bush und Judith von Siegfried Matthus zur Uraufführung, außerdem setzte er sich für die Musik seines Vaters Fritz Reuter ein.
Wegen kompromittierender Vortragstätigkeiten geriet der Bundesverdienstkreuzträger kurz vor seinem Tod in die öffentliche Kritik.

## Leben

### Sächsische Herkunft und Studium
Rolf Friedrich Reuter wurde 1926 als Sohn des Musikwissenschaftlers, Musikerziehers, Komponisten und Kapellmeisters Fritz Reuter (1896–1963) und der Sängerin Erna Sophie, geb. Votteler (1896–1968), in Leipzig geboren. Er entstammte „einer liberalen, weltoffenen Familie“. Seinen ersten Musikunterricht erhielt er durch seine Eltern; der Vater lehrte seinerzeit am Landeskonservatorium, am Kirchenmusikalischen Institut und an der Universität Leipzig.
Aus beruflichen Gründen zog die Familie Ende der 1930er Jahre nach Dresden. Dort besuchte Reuter das humanistische Kreuzgymnasium, wo der nachmalige Opernsänger Theo Adam zu seinen Klassenkameraden gehörte. Zeitweise war er unter Kreuzkantor Rudolf Mauersberger Mitglied des Dresdner Kreuzchors. Ab dem dreizehnten Lebensjahr erhielt er durch den Dresdner Klarinettenvirtuosen Karl Schütte Unterricht. Außerdem spielte er Klavier und widmete sich dem Jazz. In Dresden begründete er ein Laienensemble.
Nach dem Zweiten Weltkrieg holte er sein Abitur nach. Von 1948 bis 1951 absolvierte er auf Anraten seiner Lehrer ein Musikstudium mit dem Hauptfach Dirigieren an der Staatlichen Akademie für Musik und Theater daselbst. Neben Ernst Hintze (Dirigieren) gehörten zu seinen Lehrern u. a. Fidelio F. Finke (Komposition) und Herbert Viecenz (Kontrapunkt/Tonsatz), Karl Schütte (Klarinette), Theo Other (Klavier) und Herbert Winkler (Gesang). Von 1949 bis 1951 gewann ihn die Ausdruckstänzerin und Tanzpädagogin Gret Palucca als pianistischen Improvisator für die staatliche Fachschule für künstlerischen Tanz in Dresden, wodurch er sich sein Studium finanzieren konnte. Nach eigenen Angaben war er als ehemaliger Kruzianer in seiner Studienzeit eher an Kammermusik interessiert gewesen, wandte sich aber im Zuge seiner späteren Kapellmeisterverpflichtungen mehr und mehr dem Operndirigat zu.

### Berufliche Anfänge in Thüringen

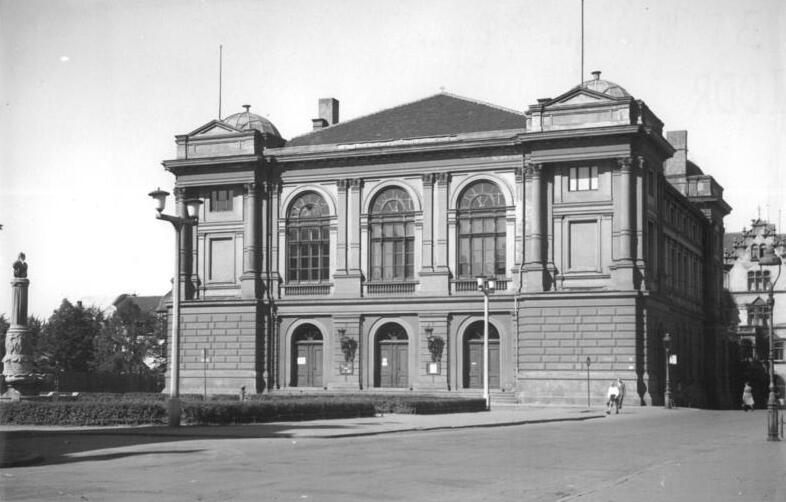
Landestheater Eisenach (1953)

Nach dem Staatsexamen begann er 1951 seine künstlerische Karriere als Solorepetitor mit Dirigierverpflichtung am Landestheater Eisenach in Thüringen. Er vertrat den Chordirigenten, komponierte Märchen- und Bühnenmusiken wie Was ihr wollt und Der widerspenstigen Zähmung und studierte die Solopartien ein. In einer „resignativen Phase“, wie er später preisgab, kündigte er allerdings und schrieb sich kurzerhand für ein universitäres Medizinstudium ein. Wohl empfand er seine Verpflichtung als Operettendirigent als zu einseitig. Der musikalische Oberleiter Horst Förster, der ihn wie auch der damalige Intendant Karl Köther förderte, überredete ihn zu einer letzten Opernaufführung. So debütierte er 1952 als musikalischer Leiter der Bizet-Oper Carmen. Mit dieser Aufführung überzeugte er so sehr, dass er dem Musikbetrieb weiterhin treu bleiben sollte. Von 1953 bis 1955 amtierte er als zweiter Kapellmeister für Oper und Operette.
Danach wurde er erster Kapellmeister für Oper und Operette am Meininger Theater. Nach der  Premiere von Verdis Falstaff stieg er zum musikalischen Oberleiter auf. 1961 erfolgte seine Ernennung zum Generalmusikdirektor. Sowohl in Eisenach als auch in Meiningen legte er nach eigenen Angaben ein Fundament für seine späteren Aufgaben. Einerseits pflegte er das klassisch-romantische Repertoire (Albert Lortzing, Richard Wagner, Giuseppe Verdi und Richard Strauss u. a.), andererseits ließ er zeitgenössische Werke von Paul Dessau, Jean Kurt Forest und Erzsébet Szőnyi spielen. So brachte er 1958 in Meiningen die 3. Sinfonie A-Dur seines Vaters zur Uraufführung. Ferner förderte er Jugendkonzerte und arbeitete mit Laienchören zusammen. Darüber hinaus integrierte Reuter die nahegelegene Freilichtbühne Steinbach-Langenbach als Spielstätte. Rückblickend konnte er sich in seinen Thüringer Jahren ohne Reiseverpflichtungen und auftreibender Repräsentation „absolut auf die künstlerische Arbeit konzentrieren“. Allerdings existierte „eine irritierende provinzielle Selbstgenügsamkeit und ein provinzielles Herabschauen auf großes Theater“, so Reuter. Dennoch hielt er das Vorhandensein von kleinen Orchestern in der DDR für ein Zeichen „einer breiten Musikkultur“ und „für etwas ganz organisch aus der nationalen Tradition Erwachsenes“.
Reuter trat bis 1956 dem Freien Deutschen Gewerkschaftsbund (FDGB) bei.

### Generalmusikdirektor in Leipzig
Gewandhauskapellmeister Franz Konwitschny, ein Schüler seines Vaters, holte ihn dann nach Leipzig. Zunächst erhielt er im November 1961 eine Einladung für die Aufführung der Strauss-Oper Der Rosenkavalier, die wie auch Salome und Arabella bereits zu seinem Bühnenrepertoire in Meiningen gehörte. Danach erhielt er eine Verpflichtung als Kapellmeister und stellvertretender Generalmusikdirektor am Städtischen Theater (Opernhaus) Leipzig. 1963 wurde er Nachfolger des verstorbenen Generalmusikdirektors Helmut Seydelmann. Somit war er von 1964 bis 1973 neben dem reaktivierten Paul Schmitz einer von zwei Generalmusikdirektoren. In Leipzig trat Reuter insbesondere als Dirigent italienischer Opern hervor, interpretierte aber auch Werke von Gustav Mahler und Anton Bruckner. Obwohl zeitgenössische Opern seinerzeit aus Repertoiregründen wenig Beachtung fanden, oblag ihm 1966 mit dem Gewandhausorchester die Uraufführung der Oper Guayana Johnny des englischen Komponisten Alan Bush, korrespondierendes Mitglied der Deutschen Akademie der Künste zu Berlin. Die Gastinszenierung übernahm Fritz Bennewitz. Aus England reisten prominente Gäste an wie der Generalsekretär der Kommunistischen Partei Großbritanniens, John Gollan, und der Präsident der Royal Academy of Music, Sir Thomas Armstrong. So förderte Reuter auch den sängerischen Nachwuchs wie die bulgarische Sopranistin Anna Tomowa-Sintow. Später hob er hervor, dass er mit Ausnahme der Gastspiele des Ensembles 15 Jahre lang keiner Auslandsverpflichtung nachgekommen sei, was bei ihm „Spuren im künstlerisch-psychologischen“ hinterlassen habe.
Ab 1965 verantwortete er die Orchesterleitung und die Dirigierausbildung an der Hochschule für Musik „Felix Mendelssohn Bartholdy“ Leipzig. Während seiner Amtszeit gab es pro Jahr zwölf Orchesterengagements für Schulkinder. Außerdem war das Hochschulorchester in vier Abonnementskonzerte eingebunden, die zusammen mit dem Gewandhausorchester und dem Rundfunk-Sinfonieorchester Leipzig abgehalten wurden. In Leipzig wirkte er Hochschulorchester u. a. am Internationalen Bachfest mit. 1976 erhielt er eine Professur.
Erfolglos setzte er sich 1968 neben anderen Leipziger Persönlichkeiten gegen die Sprengung der mittelalterlichen Leipziger Universitätskirche St. Pauli ein. 1977 gehörte er neben Thomas Sanderling und Wolf-Dieter Hauschild, der die Stelle bekam, zu den Kandidaten für die Nachfolge des scheidenden Chefdirigenten des Rundfunk-Sinfonieorchesters Leipzig, Herbert Kegel. Eine weitere Karriere in Sachsen aber blieb ihm wegen der starken Künstlerpersönlichkeiten Kurt Masur (Gewandhausorchester Leipzig) und Herbert Blomstedt (Sächsische Staatskapelle Dresden) verwehrt, sodass Weimar sein „Sprungbrett“ werden sollte.

### Zwischenstation in Weimar
1979 wurde er als Generalmusikdirektor zugleich Chefdirigent der Weimarischen Staatskapelle und musikalischer Oberleiter des Deutschen Nationaltheaters. In Weimar setzte er sich vor allem für die Werke von Franz Liszt und Richard Wagner ein. Außerdem brachte er hier die Sinfonietta in A von Joachim Thurm und 1981 – bereits nach seinem Wechsel an die Komische Oper Berlin – die 1. Sinfonie von Erhard Ragwitz zur Uraufführung. Konzertreisen führten den Klangkörper auch nach Italien. Wegen der zunehmenden Nachfrage nach Konzertkarten führte er 1980 die Wiederholung (je donnerstags und freitags) von Sinfoniekonzerten ein. Außerdem etablierte er Schulkonzerte. 1981 gab er mit Liszts Graner Messe sein vorerst letztes Konzert in Weimar. Überaus positiv sprach er rückblickend über seine Weimarer Jahre, in denen das „vitale Musikleben, die stark ausgeprägte Musiktradition, die das kulturelle Klima bestimmte, das ungeheure Interesse das Publikum an allem“ großen Eindruck auf ihn machten. Er empfand diese als die „ungetrübtesten Jahre“ seines bisherigen Werdegangs.
Im gleichen Jahr seiner Dirigierverpflichtung wurde er Professor an der Hochschule für Musik „Franz Liszt“ Weimar. Er leitete die dortige Dirigierklasse und das Hochschulorchester. 1981 und 1988 war er Gastprofessor am „Internationale Musikseminar“ in Weimar.

### Generalmusikdirektor an der Komischen Oper

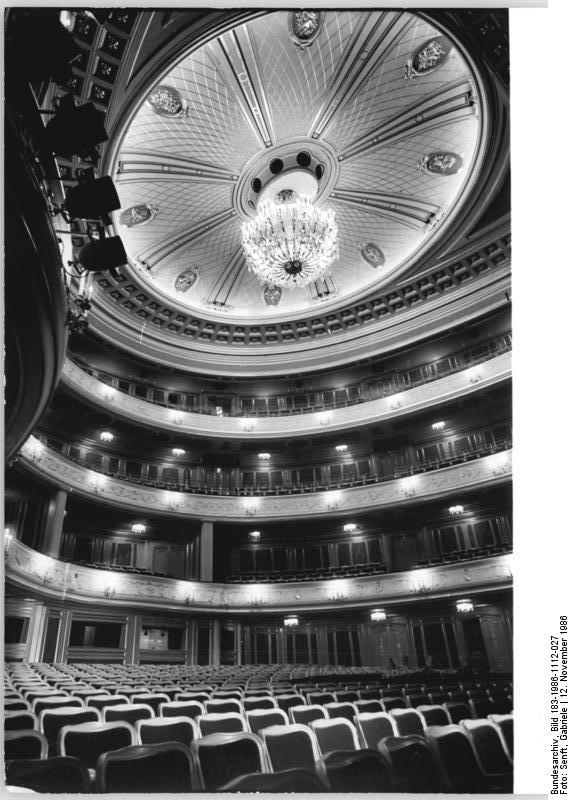
Zuschauerraum der Deutschen Staatsoper Berlin (Lindenoper) (1986)

Nach seinem Debüt 1975 an der Deutschen Staatsoper Berlin mit Puccinis Madama Butterfly wurden ihm zahlreiche weitere Gastdirigate zugetragen, darunter Wagners Meistersinger von Nürnberg und Tristan und Isolde, Verdis Otello, Puccinis Turandot und Tosca sowie Webers Freischütz. 1978 dirigierte er die von dem Bolschoi-Regisseur Boris Pokrowski inszenierte Opernpremiere Fürst Igor von Alexander Borodin. Dafür wurde er 1979 mit dem Kritikerpreis der Berliner Zeitung ausgezeichnet. 1981 fand unter seiner Leitung die Wiederaufführung der Oper Der Schmied von Gent von Franz Schreker statt; die Inszenierung übernahm Erhard Fischer. Der Musikkritiker Manfred Schubert wertete die DDR-Erstaufführung als eine Art „Wiedergutmachung“, denn die Nationalsozialisten lösten bei der Uraufführung 1932 einen „antisemitischen Skandal“ aus, woraufhin das Werk nach nur wenigen Aufführungen wieder abgesetzt wurde. 1987 gestaltete Reuter das Festkonzert im Berliner Schauspielhaus anlässlich der Eröffnung der Feierlichkeiten zu 750 Jahre Berlin mit.
Im Februar 1981 holte man ihn zusammen mit Werner Rackwitz (Intendant), Harry Kupfer (Chefregisseur) und Hans-Jochen Genzel (Chefdramaturg) in das neue Leitungsteam der Komischen Oper Berlin. Reuter war Chefdirigent und musikalischer Oberleiter und gestaltete mehrere Musiktheaterproduktionen mit. Dabei arbeitete er u. a. mit dem Countertenor Jochen Kowalski und der Sopranistin Dagmar Schellenberger zusammen. Nach dem Musikwissenschaftler Thomas Schipperges „setzte er in den 80er und frühen 90er Jahren inhaltliche und qualitative Maßstäbe“ mit seinem breiten Repertoire. Im Oktober 1981 übernahm er die musikalische Leitung bei Wagners Meistersinger von Nürnberg, der Antrittsinszenierung von Harry Kupfer. Während die Aufführung im Neuen Deutschland von Hansjürgen Schaefer gefeiert wurde und die Berliner Zeitung entsprechend ihren Kritikerpreis 1982 in den Kategorien Ensembleleistung, Regie, Dirigat und sängerisch-darstellerische Leistungen vergab, resümierte der Münchner Opernkritiker Jens Wendland in der Süddeutschen Zeitung kritisch: „Der neue Chefdirigent Rolf Reuter versuchte in der schallschluckenden, problematischen Akustik des Hauses, mit einem stimmlich ziemlich angestrengten Ensemble der Regie mit großer klanglicher Farbigkeit, zusprechender, nerviger Dramatik zu entsprechen. Aber er faßte die Partitur oft viel zu kurz, zu harmlos singspielhaft. Die musikalischen Schwächen der Komischen Oper haben die neuen Leute einstweilen wohl auch übernommen.“ Im Zeitraum von 1982 bis 1987 dirigierte Reuter einen Opern-Zyklus mit den fünf Hauptwerken von Wolfgang Amadeus Mozart: Die Entführung aus dem Serail, Die Zauberflöte, Die Hochzeit des Figaro, Idomeneo und Don Giovanni. Darüber hinaus übernahm er die musikalische Leitung bei Puccinis La Bohème, Verdis Rigoletto, Mussorgskis Boris Godunow, Smetanas Verkaufte Braut, Tschaikowskis Eugen Onegin, Dargomyschskis Der steinerne Gast, Schönbergs Erwartung und Bizets Carmen. 1985 verantwortete er die Uraufführung der Oper Judith von Siegfried Matthus. Am 1. Oktober 1989 führte er den Freischütz von Webers auf, wobei der westdeutsche Regisseur Günter Krämer die Inszenierung vornahm. Der Frankfurter Jurist und stellvertretende Fördervereinsvorsitzende Dieter Feddersen erkannte in der Aufführung „versteckte politische Anspielungen“. 1990 regte Reuter die Gründung eines Fördervereins an. 1992 folgte mit der Oper Desdemona und ihre Schwestern eine weitere Matthus-Uraufführung, die in Kooperation mit den Schwetzinger Festspielen und der Deutschen Oper Berlin von Götz Friedrich inszeniert wurde. Zahlreiche Gastspiele führten das Opernensemble während seiner Amtszeit durchs In- und Ausland.
Daneben trat Reuter auch als Konzertdirigent hervor, etwa bei den DDR-Musiktagen, den Berliner Festtagen und den Sinfoniekonzerten der Komischen Oper, wo er mehrere Orchesterwerke zur Uraufführung brachte: 1982 das Berliner Divertimento für Orchester von Ernst Hermann Meyer und das Doppelkonzert für Violoncello, Harfe und Orchester (mit Regina und Gerhard Herwig) von Georg Katzer, 1983 die Sieben Gesänge für Kontraalt, Gitarre und Orchester nach Texten von Federico Garcia Lorca (mit Maria Farantouri und Costas Cotsiolis) von Mikis Theodorakis, 1985 „Musik zu Bach“ für Orchester von Ruth Zechlin und Neun Bagatellen für Streichorchester von Reiner Bredemeyer, 1989 das Violoncellokonzert „Heterophonie“ (mit Jan Vogler) von Thomas Reuter und 1991 „Vorwahl 522“ (Kein Anschluss unter dieser Nummer?) für Kammerorchester von Reiner Bredemeyer. Außerdem verhalf er Hans Werner Henzes Klarinettenkonzert „Le Miracle de la Rose“ (mit Oskar Michallik) zur DDR-Erstaufführung (1984). Anlässlich des 150. Geburtstages von Johannes Brahms dirigierte er 1983 dessen Violinkonzert, wobei als Solist der russische Violinvirtuose Igor Oistrach gewonnen wurde. Im Sommer 1993 nahm er mit Liszts Faust-Sinfonie seinen Abschied als musikalischer Leiter der Komischen Oper Berlin. Dennoch blieb er dem Haus bis zur Amtsübernahme seines Nachfolgers, Yakov Kreizberg, 1994 als ständiger Dirigent erhalten.
Während der Wendezeit am 5. November 1989 trat er auf Vermittlung des Trompeters Rainer Auerbach beim von der Staatskapelle Berlin organisierten „Konzert gegen Gewalt“ (gemeint war das Ministerium für Staatssicherheit) in der Gethsemanekirche in Berlin-Prenzlauer Berg mit Bachs „Air“ aus der 3. Orchestersuite und Beethovens 3. Sinfonie („Eroica“) auf. Überliefert ist seine dort getätigte öffentliche Forderung: „Die Mauer muss weg“. Am 22. Februar 1990 veröffentlichte er in der Berliner Zeitung den Artikel „Einheitsgedanke als Naturkraft“. Darin sprach er sich für die deutsche Wiedervereinigung auf demokratischem Wege aus. In einer Erwiderung auf einen Beitrag des Operndirektors des Theaters der Stadt Cottbus Dieter Reuscher in der Fachzeitschrift Theater der Zeit formulierte Reuter im Sommer 1990: „Was würde aller ‚Wohlstand‘, alle ‚Demokratie‘ nützen, wäre der Erhalt und die Entwicklung der Kultur nicht das oberste Ziel? Diese Kultur ist ein Kontinuum, welches sowohl als historische Entwicklung durch die Jahrtausende als auch gegenwärtig als weltweite Verbindung aller Kulturzentren kräftig wirkt. Jeder einzelne ist aufgerufen, diese Kultur im kleinen als Kontinuum zu erkennen, zu erhalten und zu entwickeln.“
Ab 1981 lehrte er an der Hochschule für Musik „Hanns Eisler“ Berlin, zuletzt war er dort Honorarprofessor für Dirigieren. Der Berliner Reuter-Schüler Jurowski erinnerte sich 2007 wie folgt an seine Studienzeit zurück: Reuter „ließ immer die Meinung der Anderen gelten. Seine Auffassung, ob es um Musik, um Philosophie oder Politik ging, wurde uns nie aufgezwungen.“ Man konnte ihm nie „Intoleranz gegenüber anderen Meinungen, aber auch Rassen und Kulturen“ vorwerfen. Weitere Lehrverpflichtungen hatte Reuter an der Hochschule für Musik und Theater München und dem Conservatoire de Lyon inne. 1993 war er als Gründungsrektor der Hochschule für Musik und Theater Rostock im Gespräch; das Amt erhielt 1994 der ehemalige Kölner Professor Wilfried Jochims.

### Nach seiner Musikdirektorenzeit
Nach der Wende wurde er Beiratsmitglied des Freundeskreises Neubrandenburger Philharmonie/Marienkirche e. V. Außerdem trat er dem Trägerverein Internationale Musikakademie zur Förderung musikalisch Hochbegabter in Deutschland e. V. bei, der von seiner Frau gegründet worden war, und engagierte sich im künstlerischen Kuratorium des Internationalen Festivals junger Opernsänger an der Kammeroper Schloss Rheinsberg. Zur Eröffnung des Schlosstheaters Rheinsberg 1999 dirigierte er die Uraufführung der Kammeroper Kronprinz Friedrich von Siegfried Matthus. 2000 brachte er gemeinsam mit seiner Tochter Sophia Reuter und dem Orchester des Sorbischen National-Ensembles das Violinkonzert von Heinz Roy, einem Schüler seines Vaters, zur Uraufführung.
In den 1990er Jahren leitete er das „Seminar für junge Operndirigenten“ des Deutschen Musikrates in Altenburg. Auf Wunsch des designierten Generalintendanten und Geschäftsführers René Serge Mund war er ab der Spielzeit 2000/01 als Generalmusikdirektor des Theaters Altenburg-Gera vorgesehen. Nach Kontroversen mit dem Philharmonischen Orchester Gera trat er sein Amt nicht an. Stattdessen wurde Gabriel Feltz GMD.
In der Spielzeit 2003/04 kehrte er als Gastdirigent zurück an das Deutsche Nationaltheater Weimar.

### Familie

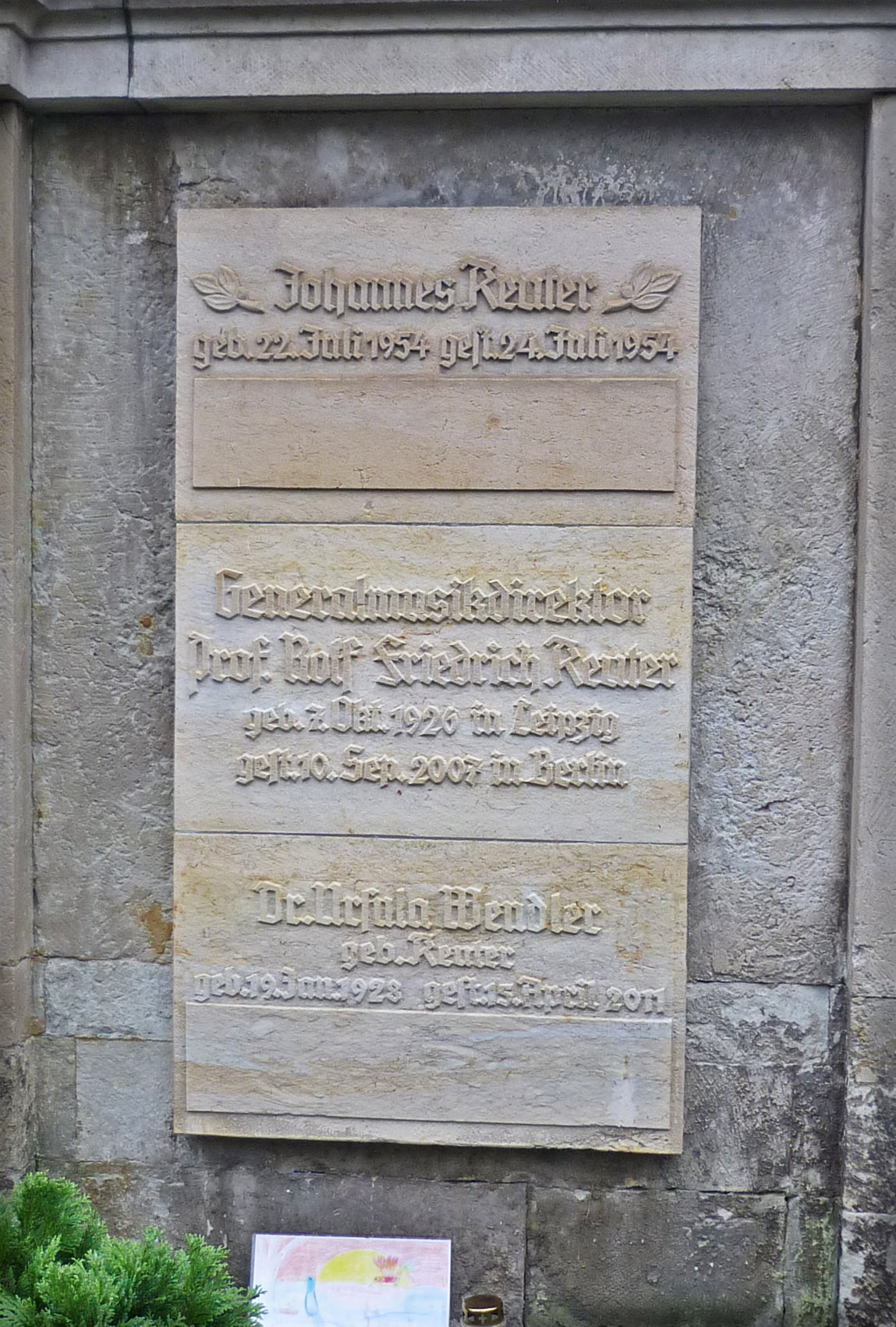
Grabstätte von Rolf Reuter, Innerer Plauenscher Friedhof, Dresden (2012)

Reuter, evangelisch, war in erster Ehe mit der Koloratursängerin Anemone Rau verheiratet, in zweiter mit der Musikwissenschaftlerin Claudia Reuter, geb. Herzfeld. Er war Vater von vier Kindern: der Komponist, Chorleiter und Pianist Thomas Reuter (* 1952), die Cellistin Anna Niebuhr, die Geigerin und Bratschistin Sophia Reuter (* 1971) und die Geigerin Agnes Reuter (* 1975). Zuletzt lebte Reuter in Berlin-Schönholz. Nach schwerer Krankheit verstarb er 2007 in Berlin. Sein Grab befindet sich auf dem Inneren Plauenschen Friedhof in Dresden-Plauen.
Briefe Reuters sind u. a. in der Musikabteilung der Staatsbibliothek zu Berlin – Preußischer Kulturbesitz, der Sächsischen Landesbibliothek – Staats- und Universitätsbibliothek Dresden und der Monacensia der Münchner Stadtbibliothek überliefert.

## Kritik
Kurz vor seinem Tod geriet Rolf Reuter in öffentliche Kritik. So berichteten am 26. Juli 2007 als Erstes die Berliner Zeitung und die tageszeitung über den Kontakt des Dirigenten in rechtsextreme Kreise seit Mitte der 1990er Jahre. Die Berichterstattung stützte sich auf Recherchen des Antifaschistischen Pressearchivs und Bildungszentrums Berlin. Auch überregionale Medien wie Der Spiegel griffen das Thema auf. Demnach hielt Reuter im Mai 2006 beim rechtsextremen Freundeskreis Ulrich von Hutten etwa das Referat „Das Volkslied als Mutterboden der musikalischen Hochkultur“. Zur gleichen Zeit referierte dort auch die Freundeskreisgründerin Lisbeth Grolitsch. Seit 2001 sei er wiederholt bei der vom Verfassungsschutz beobachteten Deutschen Kulturgemeinschaft zu Gast gewesen. Darüber hinaus habe er Solidaritätsadressen für die rechtsextremen Verleger Andreas Röhler und Wigbert Grabert unterschrieben. Der Berliner Abgeordnete Tom Schreiber (SPD) forderte die Aberkennung des Bundesverdienstkreuzes und der Ehrenmitgliedschaft der Komischen Oper.
In einem Interview mit der Leipziger Volkszeitung vom 2. August 2007 nahm ihn sein ehemaliger Schüler Wladimir Jurowski gegen den Rechtsradikalismusvorwurf in Schutz. Er verglich die laufende Berichterstattung mit Pressekampagnen in der DDR und der Sowjetunion, „wo Leute plötzlich als Verbrecher dargestellt wurden, bevor ihnen die Schuld nachgewiesen werden konnte“. Jurowski ließ allenfalls zu, dass sich Reuter aus Naivität in das rechtsextreme Milieu begeben habe, „um dort dem heutigen Geist der Unkultur etwas entgegenzusetzen“. Weiterhin nahm er an, dass sich Reuter „dort eher verstanden“ fühlte und sich darum „vereinnahmen, instrumentalisieren“ ließ. Nach dem Anliegen der Kampagne gefragt, sprach Jurowski von Rufschädigung.
Zwei Tage darauf gab Reuter die vorgehaltenen Kontakte zu und distanzierte sich von deren politischen Ansichten, was in Form einer Erklärung geschah. Eine Prüfung durch das Bundespräsidialamt in Abstimmung mit der Berliner Senatskanzlei und dem Bundesinnenministeriums ergab Anfang September 2007, dass die Voraussetzungen für ein Verfahren zum Entzug der Auszeichnung nicht gegeben seien. Nach Einschätzung Wolfgang Osthoffs (2008) griffen die Medien eine Denunziation auf. Reuter sei ein Patriot bzw. Wertkonservativer gewesen. Er habe sich der „political correctness“ nicht beugen wollen, dennoch habe er keineswegs Rechts- oder Linksextremismus geteilt.
Seine Parteinahme für Hans Pfitzner „führte indirekt auch zu den Schlagzeilen“ von 2007, wie die Musikjournalistin Eleonore Büning in seinem Nachruf bemerkte. Bereits 1994 kam es in der Frankfurter Allgemeinen Zeitung zu einer Auseinandersetzung mit dem Germanisten und Thomas-Mann-Forscher Hans Rudolf Vaget. Dieser sah in Hans Pfitzner den „eigentlichen Kopf der Thomas-Mann-Gegner“ in München und rekapitulierte einen zeitgenössischen Zeitungsartikel, in dem die „antisemitische Hetze gegen Bruno Walter“ mit dem Hans-Pfitzner-Verein für deutsche Tonkunst in Zusammenhang gebracht worden war. Reuter, seines Zeichens Präsident der Hans-Pfitzner-Gesellschaft, warf ihm daraufhin eine „Verzeichnung“ der Dinge vor. Als „Exkulpationstendenzen der Pfitzner-Gemeinde“ wertete schließlich Vaget die Replik Reuters. Die Theaterwissenschaftlerin Sabine Busch (2001) bezeichnete die Annahme einer Pfitzner’schen Initiatorenschaft als „einen der widerstandsfähigsten Irrtümer im gängigen Pfitzner-Bild“. Vielmehr sei der Bayerische Staatsoperndirektor Hans Knappertsbusch als Urheber anzusehen.

## Bedeutung
Rolf Reuter gehörte wie Kurt Masur und Kurt Sanderling zur Nachfolgegeneration der älteren Dirigenten der DDR. Er bewunderte insbesondere den Dirigenten Wilhelm Furtwängler, aber auch Igor Markevitch für dessen Stil und Fitness. Nach dem Musikwissenschaftler Wolfgang Osthoff (2008) „verkörperte [er] als Musiker den immer seltner werdenden Typ des soliden deutschen Kapellmeisters, der von der Piecke [sic!] auf sein Handwerk gelernt hat. Damit […] gelangte er nicht in die Glitzerspalten des Feuilletons“. Reuter entstammte „Kreisen, die man als konservativ bezeichnen könnte, die vom Gedankengut der deutschen Romantik beeinflusst waren“, so Wladimir Jurowski (2007). Einerseits stand er Carl Orff äußerst ablehnend gegenüber, andererseits verehrte er Hans Pfitzner, zugleich verteidigte er die Zweite Wiener Schule sowie den Komponisten Paul Hindemith. Reuter schätzte darüber hinaus u. a. Felix Mendelssohn Bartholdy, Gustav Mahler und Dmitri Schostakowitsch. Der Opernforscher Ernst Krause nahm ihn als Romantiker, der gleichwohl „eine eifrige Stütze Mozarts“ war, wahr. Darüber hinaus setzte sich Reuter für die zeitgenössische Musik ein. Für den Musikkritiker Hansjürgen Schaefer war er „dem Neuen [...] auf der Spur, der Oper, Chorsinfonik und Sinfonik des 19. Jahrhunderts“. Ebenso sei er der Musik von Georg Friedrich Händel und Wolfgang Amadeus Mozart zugeneigt gewesen. Reuter hielt die Barockoper für vollkommen unerschlossen und forderte daraufhin die Berücksichtigung von Komponisten wie Johann Wolfgang Franck, Heinrich Ignaz Franz Biber, Georg Anton Benda und Philipp Heinrich Erlebach ein. An anderer Stelle nannte er zusätzlich Johann Adolph Hasse sowie die „musikalische Tagesware“ von Johann Adolf Scheibe und Ignaz Umlauf, die das Publikum mit „Einfachheit und Heiterkeit“ begeisterten. Die Opern und Singspiele dieser Zeit stützten sich auf die Forderungen der Aufklärung, die bis in die Jetztzeit relevant seien. Anfang der 1980er Jahre forderte er die flächendeckende Etablierung des Faches historische Aufführungspraxis an den Musikhochschulen der DDR.
Im In- und Ausland trat er vielfältig als Opern- und Konzertdirigent hervor, so führten ihn Gastdirigate ab Mitte der 1970er Jahre u. a. an das Nationaltheater München, das Palais Garnier in Paris, das Royal Opera House in Covent Garden, London, das Teatro Colón in Buenos Aires, das Teatro Comunale di Bologna, das Staatstheater am Gärtnerplatz in München und das Staatstheater Mainz. Mit dem Deutschen Theater Berlin gastierte er 1986 im Maly-Theater in Moskau und im Wyborg-Kulturpalast in Leningrad. 1992 folgte er mit der Oper Leipzig als erstem Opernensemble aus den neuen Bundesländern einer Einladung nach Israel. Wiederholt trat er mit Rundfunkorchestern wie dem Rundfunk-Sinfonieorchester Berlin, dem Symphonieorchester des Bayerischen Rundfunks, dem Nouvel Orchestre Philharmonique de Radio-France und dem MDR-Sinfonieorchester auf. Darüber hinaus dirigierte er u. a. das Gewandhausorchester Leipzig, die Sächsische Staatskapelle Dresden, die Dresdner Philharmonie, das Tokyo Metropolitan Symphony Orchestra und das Niederösterreichische Tonkünstler-Orchester.
Reuter war an mehreren Rundfunk- und LP/CD-Produktionen beteiligt. Beim Bayerischen Rundfunk spielte er 1976 anlässlich des 80. Geburtstages seines Vaters dessen 3. Sinfonie und Siegfried Kurz’ Hornkonzert mit den Münchner Philharmonikern und dem Hornisten Peter Damm ein. Beim Plattenlabel Eterna veröffentlichte er u. a. Einspielungen der Musik zu Goethes Trauerspiel Egmont von Ludwig van Beethoven, der Kantate Die Lügengeschichte vom Schwarzen Pferd von Max Butting und von Musikwerken seines Vaters. Er legte folgende Opern-Gesamtaufnahmen vor: Der fliegende Holländer von Richard Wagner (1964), Prometheus von Rudolf Wagner-Régeny (1984), Judith von Siegfried Matthus (1986) und Das Herz von Hans Pfitzner (1993).  Nach dem Musikpublizisten und Karajan-Biografen Peter Uehling war sein Werdegang dennoch „frei von spektakulären Höhepunkten oder Durchbrüchen. Seine Diskografie ist schmal und in ihrem Nebeneinander von Händel und Berlioz wenig signifikant“.
Nach dem Leipziger Musikwissenschaftler Werner Wolf setzte sich Reuter „vehement für verkannte Komponisten und zu Unrecht vernachlässigte Werke ein“, so auch für Hans Pfitzner. Gerald Felber, Musikredakteur der Berliner Zeitung, attestierte Reuter eine „verpflichtende[] Ambition, den umstrittenen Tonsetzer nach Kräften ins öffentliche Bewußtsein zu heben“. Damit reihte er sich bei anderen deutschsprachigen Dirigenten wie Christian Thielemann, Werner Andreas Albert und Martin Sieghart ein. Bereits zu DDR-Zeiten leitete Reuter Aufführungen von Pfitzner-Werken wie der romantischen Kantate Von deutscher Seele, der „DDR-Kulturpolitiker mit großer Skepsis gegenüberstanden“ (Jörg Clemen). Von 1990 bis 1998 war Reuter Präsident – als erster DDR-Bürger einer gesamtdeutschen Organisation – und bis zu seinem Tod Präsidiumsmitglied der sich zuvor in Schieflage befundenen Hans-Pfitzner-Gesellschaft. Als bedeutend wird in diesem Zusammenhang seine Rudolstädter Wiederaufführung von 1993 der letzten Pfitzner-Oper Das Herz angesehen. Der Regisseur Peter P. Pachl nahm sich dieser – nach Dortmund 1954 – zweiten Nachkriegsinszenierung an. Die Aufführung ist „auf CD dokumentiert und somit grundlegend für die weitere Rezeption“.
Auch machte er sich als Orchestererzieher verdient, wobei der nachmalige Thomaskantor, Georg Christoph Biller, und der Chefdirigent des London Philharmonic Orchestra, Wladimir Jurowski, zu seinen prominentesten Schülern gehörten. Darüber hinaus unterrichtete er u. a. Claus Peter Flor, Eckehard Mayer und Reinhard Seehafer. Stefan Sanderling war ein Assistent Reuters an der Komischen Oper Berlin. Ferner war er Lehrer der Dirigentinnen Yuuko Amanuma, Shi-Yeon Sung und Johanna Weitkamp.

## Auszeichnungen
- 19??: Kunstpreis der Gesellschaft für Deutsch-Sowjetische Freundschaft für die Einstudierung von Borodins Fürst Igor[34]
- 1979: Kritikerpreis der Berliner Zeitung für das Dirigat von Borodins Fürst Igor in der Deutschen Staatsoper[38]
- 1980: Nationalpreis der DDR III. Klasse für Kunst und Literatur[135]
- 1982: Kritikerpreis der Berliner Zeitung für das Dirigat von Wagners Die Meistersinger von Nürnberg, Mozarts Die Entführung aus dem Serail und Puccinis La Bohème in der Komischen Oper Berlin[45]
- 1983: Vaterländischer Verdienstorden[5] in Silber
- 1986: Franz-Liszt-Plakette der Ungarischen Volksrepublik[5]
- 1986: Nationalpreis der DDR II. Klasse für Kunst und Literatur[136]
- 1993: Ehrenmitglied der Komischen Oper Berlin[137]
- 1993: Ehrenmitglied der Oper Leipzig[12]
- 2000: Bundesverdienstkreuz 1. Klasse[138]

## Diskographie (Auswahl)
- Fritz Reuter: Sonate für Violine und Klavier (Lausitzer Sonate) / Phantastische Suite für Flöte und Klavier op. 6 / Der Hase und Der Igel (Eterna/Nova, 1965) mit Barbara Reuter-Rau, Heinz Fügner, Ursula Wendler-Reuter und dem Gewandhausorchester Leipzig – Aufnahmen von 1963 und 1964 (Rolf Reuter als Pianist und Dirigent)
- Ludwig van Beethoven: Egmont (Eterna, 1968) mit dem Gewandhausorchester Leipzig
- Erhard Ragwitz: Sinfonie Nr. 1 op. 45 u. a. (Nova, 1984) mit dem Orchester der Komischen Oper Berlin – Aufnahme von 1983
- Ernst Hermann Meyer: Berliner Divertimento / Divertimento Concertante (Nova, 1987) mit Manfred Michel und dem Orchester der Komischen Oper Berlin – Aufnahmen von 1984 und 1985
- Rudolf Wagner-Régeny: Prometheus (Nova, 1986) mit dem Frauenchor und dem Orchester der Komischen Oper Berlin – Aufnahme von 1984
- Siegfried Matthus: Judith (Eterna/Berlin Classics, 1987/1998) mit dem Männerchor des Rundfunkchores Berlin, Chorsolisten und dem Orchester der Komischen Oper Berlin – Aufnahme von 1986
- Siegfried Matthus: Konzert für Trompete, Pauken und Orchester / Hyperion-Fragmente (Nova, 1988) mit Ludwig Güttler, Andreas Aigmüller und der Dresdner Philharmonie – Aufnahmen von 1984 und 1986
- Hector Berlioz: Symphonie fantastique (Deutsche Schallplatten/Berlin Classics, 1990/2006) mit dem Orchester der Komischen Oper Berlin
- Hans Pfitzner: Das Herz (Marco Polo, 1994) mit dem Chor des Thüringer Landestheaters Rudolstadt und den Thüringer Symphonikern Saalfeld-Rudolstadt – Aufnahme von 1993
- Hans Pfitzner: Das dunkle Reich / Der Blumen Rache / Fons Salutifer (cpo, 1998) mit dem Rundfunkchor Berlin und dem Rundfunk-Sinfonieorchester Berlin – Aufnahme von 1993
- Hector Berlioz: Lélio oder die Rückkehr ins Leben (Berlin Classics, 1994) mit dem Orchester der Komischen Oper Berlin – Aufnahme von 1988
- Georg Friedrich Händel: L’Allegro, il Penseroso ed il Moderato (Berlin Classics, 1995) mit dem Rundfunkchor Berlin und dem Orchester der Komischen Oper Berlin u. a. – Aufnahme von 1987
- Arcangelo Corelli, Georg Philipp Telemann, Philipp Heinrich Erlebach, Giuseppe Tartini, Pietro Locatelli: Festliche Weihnachtskonzerte (Deutsche Schallplatten, 2000) mit dem Thüringer Kammerorchester Weimar
- Wolfgang Amadeus Mozart: Serenade im Park (Deutsche Schallplatten, 2002) mit dem Thüringer Kammerorchester Weimar u. a.

## Filmographie
- Der fliegende Holländer. DDR 1964, Spielfilm (mit dem Chor und Orchester des Leipziger Gewandhauses).